# Paul Stanley
Stanley Bert Eisen (Nova Iorque, 20 de janeiro de 1952), mais conhecido como Paul Stanley, é o guitarrista, vocalista, compositor, fundador e líder do grupo Kiss. Por mais de quarenta anos, Paul Stanley é considerado como um dos “frontman” mais famosos da história do rock and roll. Ele é o principal compositor, e vocalista principal do KISS, uma das mais influentes e bem sucedidas bandas de rock and roll da história. São de sua autoria alguns dos principais hits da banda, como Love Gun, God of Thunder e Black Diamond. Possui notoriedade por suas atuações vocais e performáticas em canções como Detroit Rock City, “I Was Made for Lovin' You” e “Heaven's on Fire”, além de compor e dar vida a grandes canções romanticas como Reason to Live, Forever e Every Time I Look At You.”
Em 2006 a revista Hit Parader classificou Stanley como o 18º melhor vocalista de heavy metal de todos os tempos.  

## Biografia
Quando pequeno, Paul ouvia música clássica por intermédio de seus pais, e um de seus passatempos prediletos era assistir a programas locais que levavam bandas como The Beatles e Rolling Stones como atrações.
Nos anos 60, Paul conheceu um garoto judeu chamado Chaim Witz, logo rebatizado como Eugene Klein, e com nome artístico de Gene Simmons. Eles criaram a banda Wicked Lester, que durou poucos anos e que mais tarde vai lugar ao Kiss.

Maquiagem de Paul Stanley no grupo Kiss

A história de Paul Stanley se confunde com a história do KISS, por ter dedicado toda sua vida profissional a esta banda. Durante os anos 80, enquanto Gene Simmons deixou a banda em segundo plano para expandir sua influência como produtor e ator em Hollywood, Paul Stanley continuou mantendo o KISS uma banda ativa no cenário musical mundial.
O talento musical de Paul começou desde cedo. Ele sempre sonhou em ser um rock star e é esse um dos motivos de ele levar na sua maquiagem a famosa estrela no olho direito. Paul nasceu em Manhattan, Nova Iorque, filho de William e Eve Eisen. Juntamente com a irmã mais velha, a família de Paul se mudou para Queens no início dos anos sessenta, onde seu pai tinha uma padaria. Ele fez o colegial no Manhattan High School of Music and Art. Após algumas aulas de guitarra, com 13 anos, Paul começou a se envolver em bandas como guitarrista e vocalista.
Diferentemente de Peter Criss (baterista), que curtia jazz e Gene, que amava os Beatles, a maior influência de Paul foi Eddie Cochran.
Sobre suas primeiras bandas, Paul lembra que uma banda chamada Incubus  (não confundir com a banda de  rock alternativo Incubus) foi a primeira banda em que ele tocou, mas considera sua primeira mesmo, Uncle Joe, com Matt Rael e Neil Teeman, um trio com dois guitarristas e um baterista (não havia um baixista, pois nenhum dos três conhecia um baixista).
De acordo com Paul, era um pouco mais do que uma banda de garagem. Mais tarde, Paul se juntou com Jon Rael, irmão mais velho de Matt, na banda chamada Post War Baby Boom e teve um envolvimento mais sério desenvolvendo material próprio. Sem dúvida essas bandas nada mais foram do que sonhos de adolescentes limitados a chegar a sair em turnê pelos bares novaiorquinos.
Mesmo assim ele chegou a gravar duas músicas com essas bandas: “Stop, look, and listen” e “Never living, never loving”. Depois disso, Paul tocou com Marty Cohen, Stan Singer e Steve Coronel, mas Tree, era basicamente uma banda que só fazia covers. 
Após uma longa corrida musical, já com Gene Simmons na história, estavam juntos no Rainbow (não o Rainbow de Ritchie Blackmore), com Steven Coronel. Depous de algumas metamorfoses, a banda se tornou Wicked Lester, com outros membros, como Tony Zarella (bateria) e Brooke Ostrander (teclados). Chegaram a assinar contrato com a gravadora Epic Records para o lançamento de um álbum no começo de 1971, mas nunca foi lançado.
Paul Stanley atuou, de 25 de Março de 1999 até o Halloween daquele mesmo ano, no musical The Phantom of the Opera, em Toronto. 
Paul foi casado com Pamela Bowen, com quem tem um filho: Evan Shane Stanley, nascido em 1994. Em 2001, ela pediu o divórcio e, em 2005, Paul casou novamente, agora com Erin Sutton e com ela tem três filhos: Colin Michael Stanley e Sarah Brianna, nascida em 2009, e Emily Grace nascida dia 9 de Agosto de 2011.
Em 2008, Paul Stanley fez uma participação especial na canção "I Will Be With You (Where The Lost Ones Go)", da cantora Sarah Brightman no álbum Symphony.
O último disco de inéditas de Paul Stanley com o KISS foi Monster, lançado em 5 de Outubro de 2012. A Banda anunciou em 2018 sua turnê de despedida, que foi paralisada devido à pandemia de COVID-19, e que será retomada em breve.
Em 2015, Stanley fundou Paul Stanley's Soul Station, uma banda tributo que tocava uma mistura de canções soul oldies das décadas de 1960 e 1970, com canções originais no mesmo estilo. Soul Station de Paul Stanley lançou seu primeiro álbum em 2021, junto com seu primeiro single, o original "I, Oh I". 

## Discografia

### KISS
| - Kiss (1974) - Hotter Than Hell (1974) - Dressed to Kill (1975) - Alive! (Ao Vivo) (1975) - Destroyer (1976) - Rock And Roll Over (1976) - Love Gun (1977) - Alive II (ao vivo) (1977) - Dynasty (1979) - Unmasked (1980) - Music From "The Elder" (1981) - Creatures Of The Night (1982) | - Lick It Up (1983) - Animalize (1984) - Asylum (1985) - Crazy Nights (1987) - Hot In The Shade (1989) - Revenge (1992) - Alive III (Ao Vivo) (1993) - Kiss Unplugged (1996) - Carnival Of Souls: The Final Sessions (1997) - Psycho Circus (1998) - Kiss Symphony: Alive IV (ao vivo) (2003) - Sonic Boom (2009) - Monster (2012) |

### Solo
- Paul Stanley (1978)
- Live To Win (2006)

### Paul Stanley's Soul Station
- Now And Then (2021)